# 三帕夏

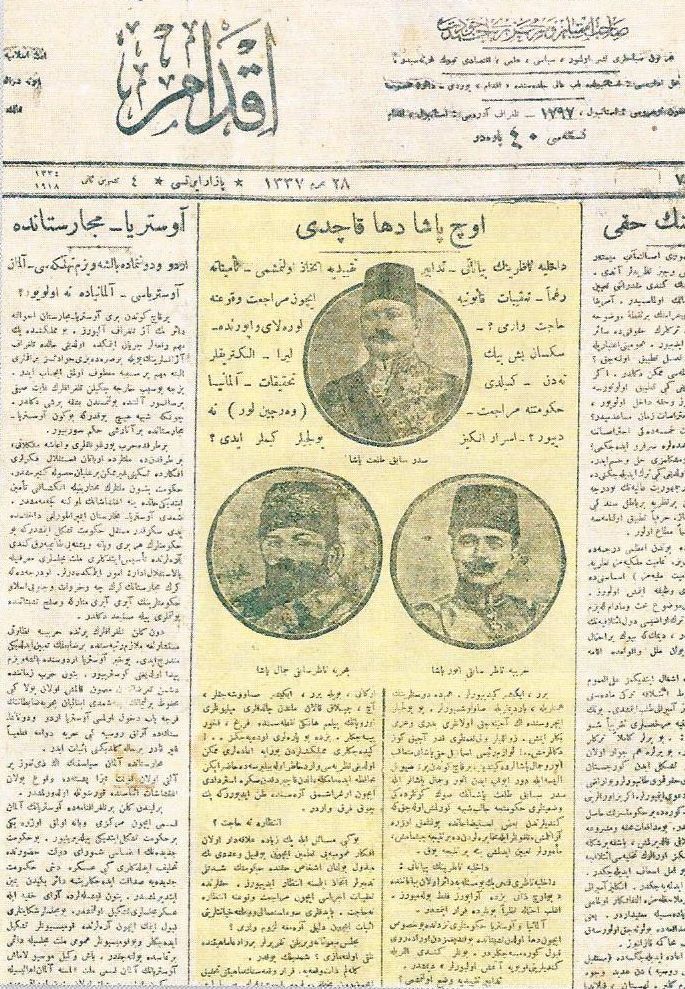
奥斯曼帝国报刊《努力报》（İkdam）1918年11月4日头版，报道三帕夏在一战结束后逃离国外。三人头像自左至右为杰马尔帕夏、塔拉特帕夏和恩维尔帕夏

“三帕夏”（鄂圖曼土耳其語：‎）即塔拉特帕夏、恩维尔帕夏和杰马尔帕夏，为奥斯曼土耳其帝国在第一次世界大战时期影响力重大的三位政治家，也被历史学者用以形容奥斯曼帝国自1913年至1918年期间的历史时期。“帕夏”是奥斯曼土耳其语对高级官员的尊称。
三帕夏曾掌握奥斯曼帝国朝政大权，塔拉特帕夏为大维齐尔、内政大臣，恩维尔帕夏为战争大臣，杰马尔帕夏为海军大臣。三帕夏的决策最终导致奥斯曼帝国于1914年站在德意志帝国一边，参与第一次世界大战。

## 历史
西方学者一般认为“三帕夏”的统治始于1913年奥斯曼帝国政变（“突袭高门”），而终于第一次世界大战的尾声。三人皆为联合进步委员会成员及实际控制者。在三帕夏影响下，这一组织逐渐转变为泛突厥主义政党，秉持着民族主义理念，正像是恩维尔帕夏所言之“给齐米迁移”。他们又被西方称为“青年土耳其党人”。
三帕夏是鄂圖曼—德国同盟的主导者，这一盟约的订立使得奥斯曼帝国加入同盟国一方参与第一次世界大战。
三帕夏在一战期间遭遇重大的军事挫败。恩维尔帕夏在高加索战役的萨利卡米什战役中指挥不力，导致土军第三军备受打击。杰马尔帕夏则是在苏伊士运河袭击和阿拉伯起义中遭到失败。
三帕夏作为当时土耳其实际上的最高统治者，被认为是亚美尼亚种族大屠杀、亞述人種族大屠殺及希臘種族滅絕的主谋。一战战败后，三帕夏均未获得善终，塔拉特与杰马尔先后遇刺，恩维尔则是在中亚领导巴斯玛奇运动期间丧命。

## 评价
在一战及随后的土耳其独立战争结束后，奥斯曼帝国的大部分领土成为土耳其共和国的一部分，领导者为穆斯塔法·凯末尔。凯末尔对三帕夏的亲德举动大加批评，认为他们主导奥斯曼帝国参战是错误的决策，导致奥斯曼帝国步入毁灭；早在1912年，凯末尔就曾作为联合进步委员会的成员为三帕夏效命，当时的凯末尔便不满于三帕夏的泛突厥主义倾向和基于此的影响，此外他更是和恩维尔帕夏有所对抗。战后，恩维尔帕夏曾试图效忠安卡拉政府，参与土耳其独立战争，但被凯末尔回绝。

### 书目
- Allen, W.E.D. and R. Muratoff. Caucasian Battlefields: A History Of The Wars On The Turco-Caucasian Border, 1828-1921. Cambridge: Cambridge University Press, 1953. 614 pp.
- Bedrossyan, Mark D. The First Genocide of the 20th Century: The Perpetrators and the Victims. Flushing, NY: Voskedar Publishing, 1983. 479 pp.
- Derogy, Jacques. Resistance and Revenge: "Fun Times" The Armenian Assassination of the Turkish Leaders Responsible for the 1915 Massacres and Deportations. New Brunswick, NJ: Transaction Publishers and Zoryan Institute, April 1990. 332 pp.
- Düzel, Neşe (2005-05-23). "Ermeni mallarını kimler aldı?". Radikal. "Enver Paşa, Talat Paşa, Bahaittin Şakir gibi bir dizi insanın ailelerine maaş bağlanıyor... Bu maaşlar, Ermenilerden kalan mülkler, paralar ve fonlardan bağlanıyor."
- Emin [Yalman], Ahmed. Turkey in the World War. New Haven, CT: Yale University Press, 1930. 310 pp.
- Joseph, John. Muslim-Christian Relations and Inter-Christian Rivalries in the Middle East. Albany: State Univ. of New York Press, 1983. 240 pp.
- Kayalı, Hasan. "Arabs and Young Turks: Ottomanism, Arabism, and Islamism in the Ottoman Empire, 1908-1918" 195 pp.